# 熊本県立八代農業高等学校
熊本県立八代農業高等学校（くまもとけんりつ やつしろのうぎょう こうとうがっこう）は、熊本県八代市鏡町鏡村にある県立農業高等学校。同じ市内に泉分校を設置している。

## 設置学科
平成21年度より次の学科が設置されている
- 園芸科学科
- 食品科学科
- 農業工学科
- 福祉家庭科

## 沿革
- 1920年 - 熊本県立八代農業学校として設立
- 1948年 - 熊本県立八代農業高等学校と改称
- 1955年 - 泉分校を設置
- 2008年 - 日本学校農業クラブ全国大会（佐賀大会）において、プロジェクト発表「文化・生活の部」で最優秀賞受賞
- 2010年 - 創立90周年
- 2020年- 創立100周年